# Mallory-Körper

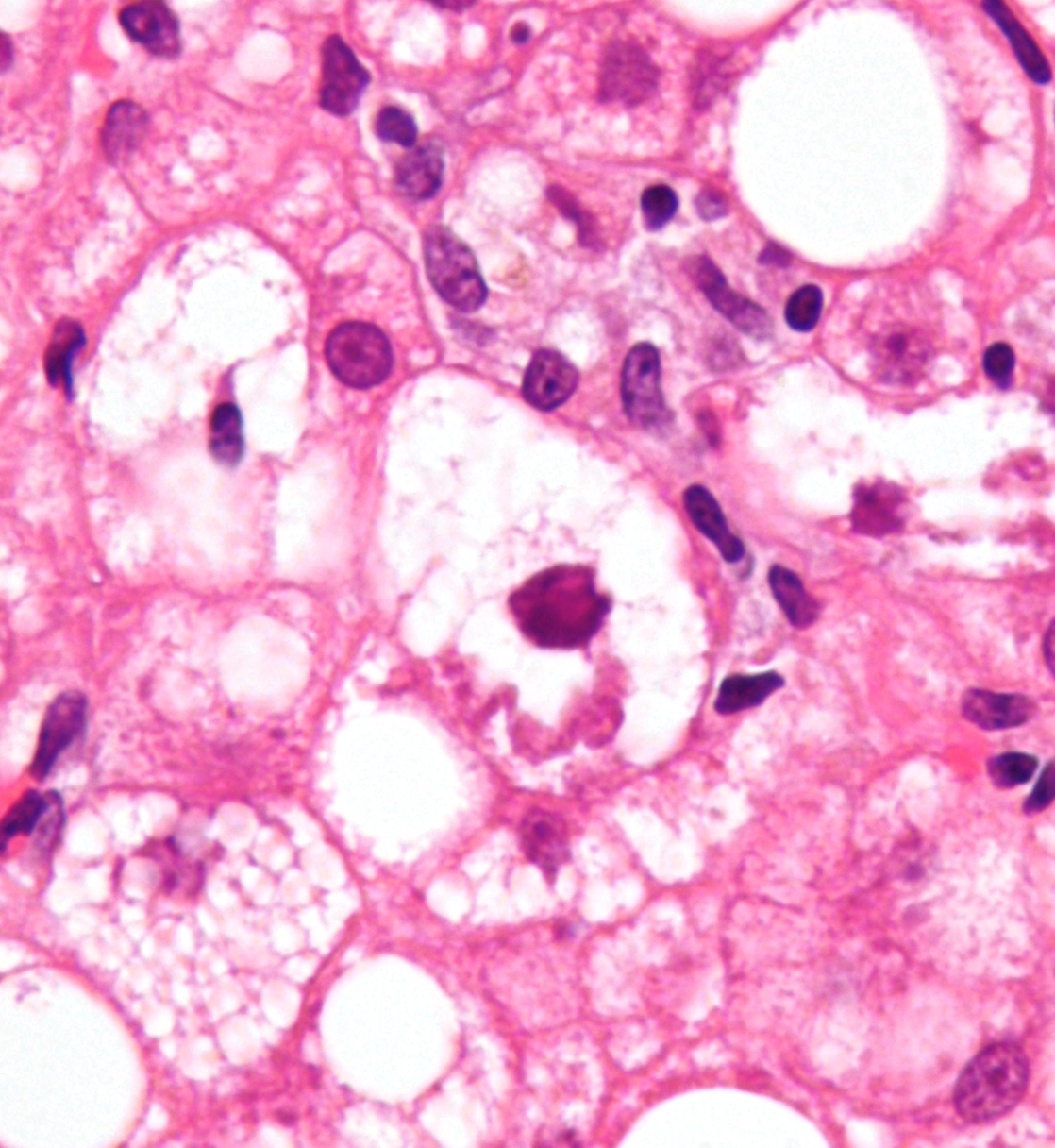
Mallory-Körperchen in einer ballonierten Leberzelle (Bildmitte), HE-Färbung.

Bei sogenannten Mallory-Körpern handelt es sich um Einschlusskörper in Zellen der Leber, die erstmals von dem amerikanischen  Pathologen Frank Burr Mallory (1862–1941) beschrieben wurden. Um den späteren Beitrag des Grazer Pathologen Helmut Denk zu deren weiteren Erforschung zu würdigen, ist auch die Bezeichnung  Mallory-Denk-Körper vorgeschlagen worden.
Mallory-Körper treten insbesondere bei der Alkohol-toxischen Hepatitis auf, kommen aber auch bei anderen Erkrankungen der Leber wie zum Beispiel der primären biliären Zirrhose oder dem Morbus Wilson vor.
Die an der Bildung beteiligten Mechanismen sind komplex und beinhalten unter anderem eine Proteinfehlfaltung, Veränderungen von Chaperon-Proteinen und eine unverhältnismäßige Expression von Zytokeratinen.